# 大穗崖豆
大穗崖豆（学名：Millettia macrostachya）为豆科崖豆藤属的植物，是中国的特有植物。分布于中国大陆的云南等地，生长于海拔840米的地区，多生在山坡杂木林中以及庭院，目前尚未由人工引种栽培。

## 异名
- Millettia macrostachya Coll. et Hemsl. var. multifoliolata Y. Y. Qian